# Bagobomuistimalia
De Bagobomuistimalia (Leonardina woodi) is een zangvogel uit de familie Muscicapidae (vliegenvangers).

## Verspreiding en leefgebied
Deze soort is endemisch op Mindanao (Filipijnen).